# Sant'Andréa-di-Cotone
Sant'Andréa-di-Cotone est une commune française située dans la circonscription départementale de la Haute-Corse et le territoire de la collectivité de Corse. Elle appartient à l'ancienne piève de Campoloro.

## Géographie
La commune de Sant'Andréa-di-Cotone est située au sud-est de la Castagniccia. Elle s'étage sur les contreforts du Castello d'Osari (alt. 1 109 mètres), sans atteindre la plaine. Elle est bordée au sud par la vallée de l'Alesani, qui forme le long de la limite communale un plan d'eau de 2 kilomètres de long retenu par le barrage de l'Alesani. Par ailleurs la commune n'est arrosée que par de petits ruisseaux.
La partie basse de la commune, seule habitée, est bien protégée au nord et à l'ouest, ce qui lui donne un climat tempéré. Le flanc de la Nevera, au nord, est raide et aride.
Située en bordure du parc naturel régional de Corse, Sant'Andréa n'y est pas incluse.

### Hameaux et lieux-dits
L'habitat est regroupé à l'est de la commune, dans trois hameaux bien distincts :
- Chigliacci, où se trouve la mairie ;
- Cotone, à l'origine de la commune ;
- Ciglio.

Ces hameaux sont principalement reliés entre eux par des chemins, les routes qui les desservent faisant de grands détours de l'un à l'autre.

### Communes limitrophes
- Cervione au nord,
- San-Giuliano à l'est,
- Chiatra et Pietra-di-Verde au sud,
- Ortale et Valle-d'Alesani à l'ouest.

### Communications
La commune est traversée par la route départementale 71, qui relie Cervione, situé à 4 kilomètres au nord, à Ortale, à 10 kilomètres à l'ouest. De Cotone, la D 52 descend vers Favalello, chef-lieu de la commune voisine de San Giuliano, qui lui est contigu (moins d'un kilomètre par le chemin, plus de 2 par la route) et la basse vallée de l'Alesani. Un embranchement de la D 52 conduit au barrage de l'Alesani et permet d'atteindre Chiatra. Aucune communication directe par route n'existe avec les autres communes limitrophes.
La grande route du littoral (RT 10) est à 10 kilomètres par la D 52. Bastia est à 55 kilomètres, Aléria à 30.

## Urbanisme

### Typologie
Au 1er janvier 2024, Sant'Andréa-di-Cotone est catégorisée commune rurale à habitat dispersé, selon la nouvelle grille communale de densité à sept niveaux définie par l'Insee en 2022.
Elle est située hors unité urbaine et hors attraction des villes,.

### Occupation des sols
L'occupation des sols de la commune, telle qu'elle ressort de la base de données européenne d’occupation biophysique des sols Corine Land Cover (CLC), est marquée par l'importance des forêts et milieux semi-naturels (93,8 % en 2018), une proportion identique à celle de 1990 (93,8 %). La répartition détaillée en 2018 est la suivante : 
milieux à végétation arbustive et/ou herbacée (80,1 %), forêts (10,7 %), zones urbanisées (3,5 %), espaces ouverts, sans ou avec peu de végétation (3 %), eaux continentales (2,7 %). L'évolution de l’occupation des sols de la commune et de ses infrastructures peut être observée sur les différentes représentations cartographiques du territoire : la carte de Cassini (XVIIIe siècle), la carte d'état-major (1820-1866) et les cartes ou photos aériennes de l'IGN pour la période actuelle (1950 à aujourd'hui).

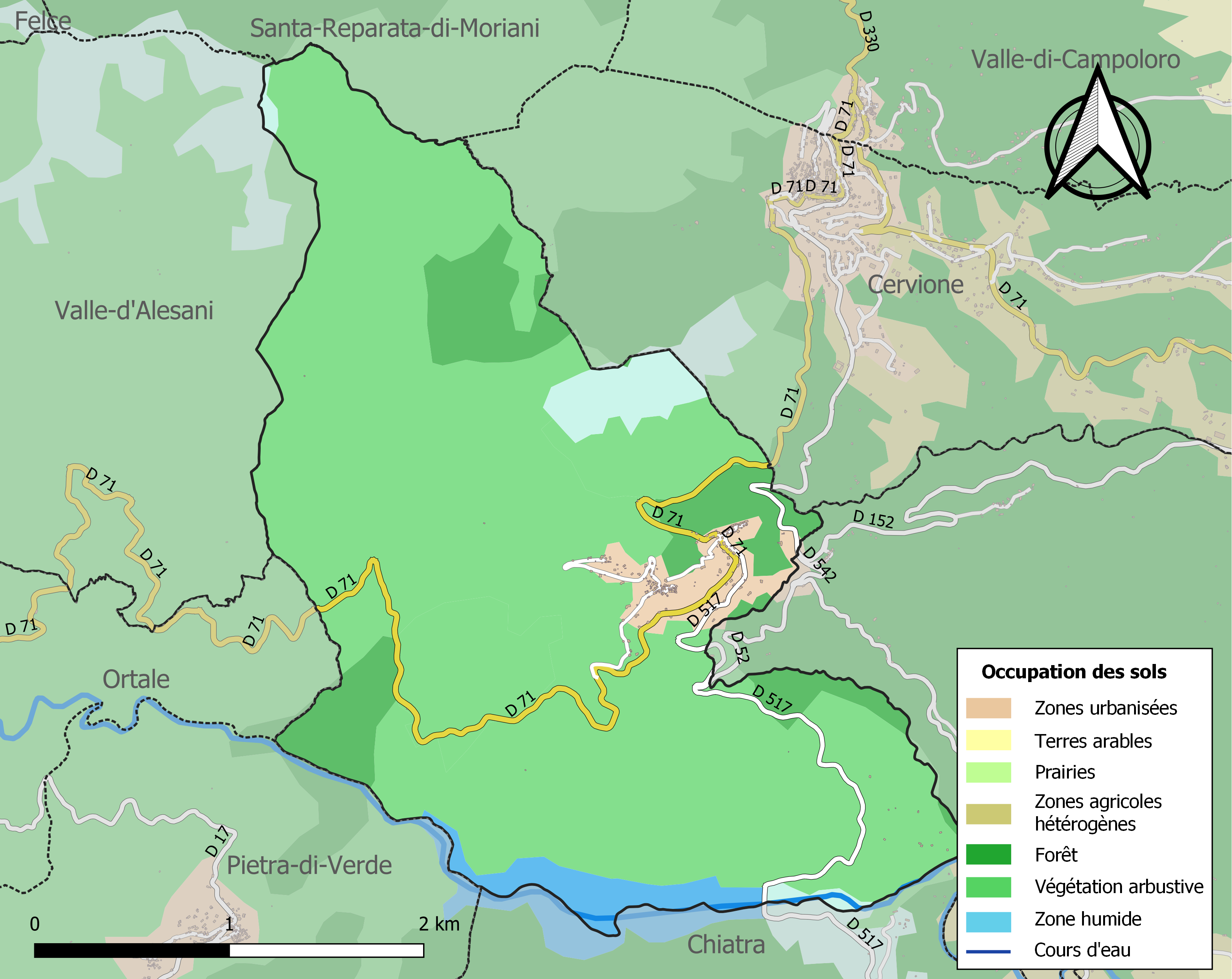
Carte des infrastructures et de l'occupation des sols de la commune en 2018 (CLC).

## Toponymie
Le nom corse utilisé le plus couramment pour désigner la commune est Sant'Andria di u Cotone. On relève aussi diverses occurrences de Sant'Andria di Campulori ou encore simplement u Cutone.

## Politique et administration
| Période                                  | Période   | Identité           | Étiquette | Qualité       |
| ---------------------------------------- | --------- | ------------------ | --------- | ------------- |
| avant 1981                               | ?         | Antoine Nicolini   | MRG       |               |
| mars 1983                                | mars 2011 | Dominique Domarchi | PRG       |               |
| 2011                                     | En cours  | Stéphane Domarchi  | PRG       | Fonctionnaire |
| Les données manquantes sont à compléter. |           |                    |           |               |

## Démographie
L'évolution du nombre d'habitants est connue à travers les recensements de la population effectués dans la commune depuis 1800. Pour les communes de moins de 10 000 habitants, une enquête de recensement portant sur toute la population est réalisée tous les cinq ans, les populations de référence des années intermédiaires étant quant à elles estimées par interpolation ou extrapolation. Pour la commune, le premier recensement exhaustif entrant dans le cadre du nouveau dispositif a été réalisé en 2008.

En 2022, la commune comptait 197 habitants, en évolution de −19,26 % par rapport à 2016 (Haute-Corse : +5,15 %, France hors Mayotte : +2,11 %).
| 1800 | 1806 | 1821 | 1831 | 1836 | 1841 | 1846 | 1851 | 1856 |
| ---- | ---- | ---- | ---- | ---- | ---- | ---- | ---- | ---- |
| 580  | 423  | 538  | 643  | 702  | 668  | 723  | 474  | 653  |

| 1861 | 1866 | 1872 | 1876 | 1881 | 1886 | 1891 | 1896 | 1901 |
| ---- | ---- | ---- | ---- | ---- | ---- | ---- | ---- | ---- |
| 671  | 614  | 758  | 725  | 800  | 795  | 656  | 656  | 652  |

| 1906 | 1911 | 1921 | 1926 | 1931 | 1936 | 1946 | 1954 | 1962 |
| ---- | ---- | ---- | ---- | ---- | ---- | ---- | ---- | ---- |
| 655  | 655  | 585  | 537  | 453  | 412  | 443  | 320  | 264  |

| 1968 | 1975 | 1982 | 1990 | 1999 | 2006 | 2008 | 2013 | 2018 |
| ---- | ---- | ---- | ---- | ---- | ---- | ---- | ---- | ---- |
| 209  | 160  | 127  | 182  | 167  | 215  | 229  | 244  | 215  |

| 2022 | - | - | - | - | - | - | - | - |
| ---- | - | - | - | - | - | - | - | - |
| 197  | - | - | - | - | - | - | - | - |

## Lieux et monuments

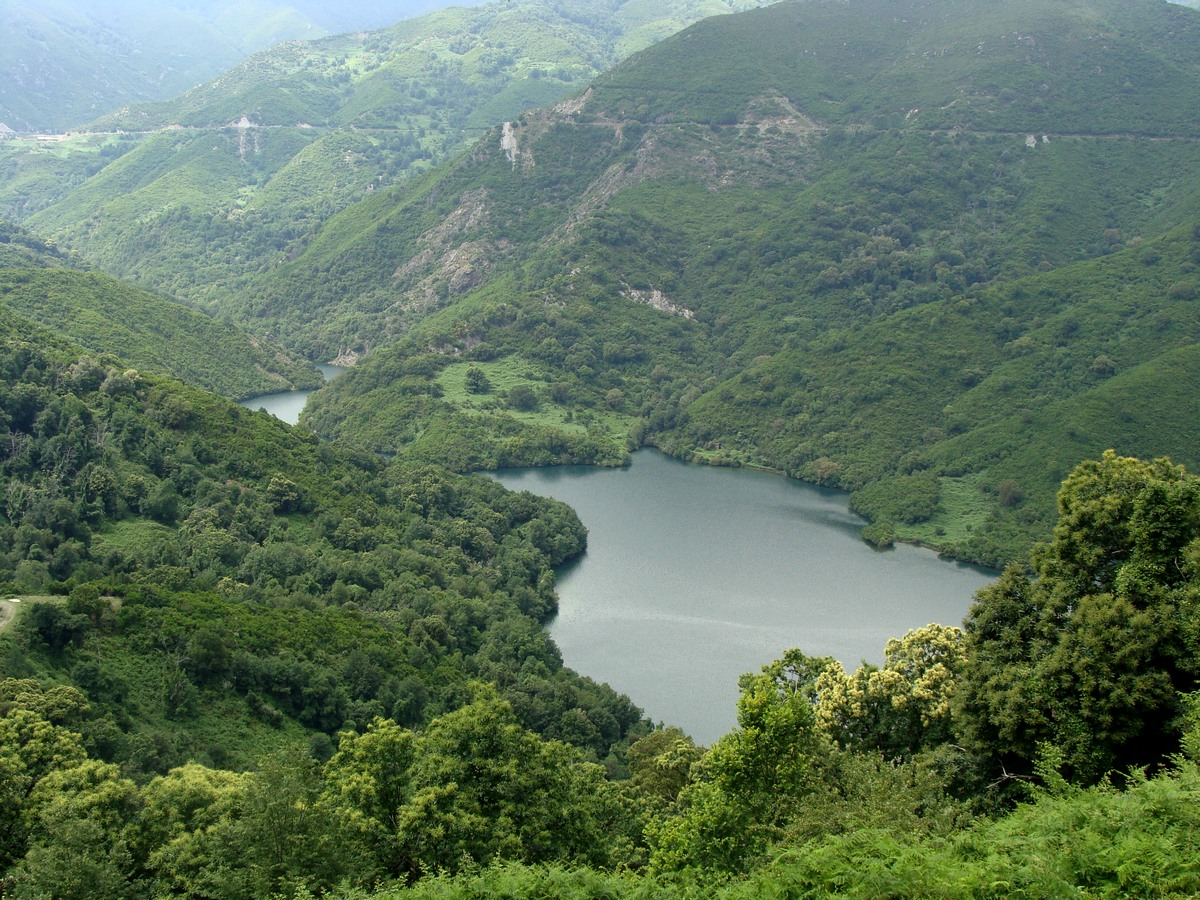
Les abords du lac de l'Alesani

- L'église paroissiale Saint-André et son cimetière. Elle est inscrite à l'Inventaire général du patrimoine culturel[12].
- Chacun des trois hameaux composant la commune a sa chapelle : Saint-Antoine pour Cotone, Saint-Sébastien pour Chigliacci, Saint-Roch pour Ciglio.
- Vue panoramique sur la plaine orientale de Moriani à Aléria, sur l'archipel toscan, et les côtes italiennes par temps clair.
- Le Coton's Café s 'est établi au lieu même du débit de boissons "chez Henri " (anciennement côté droit de la bâtisse) des années 45/50 et ce jusqu'en 1962.

## Personnalités liées à la commune
- Victor Arrighi (1900-1945) un homme politique français et l'un des membres fondateurs du PPF.
- Pierre Dionisi (1904 - 1976), artiste, originaire de Chigliacci, qui a largement inspiré ses œuvres.
- Dominique Domarchi, dit Dumè, maire de la commune pendant 28 ans et proche conseiller de Paul Giacobbi dont il était un parent[13], assassiné par des inconnus dans la nuit du 20 au 21 mars 2011, au retour de la soirée des élections cantonales.
- Jean-Jacques Ottomani, directeur de l'école de Cotone (hameau de Chigliacci) et maire de San-Giuliano de 1925 à 1943. Père de Marc Ottomani, ancien prisonnier des Japonais durant la guerre d'Indochine en 1945 et décédé tragiquement en 1962 à Cotone. En 1961, il se présentait en tant que candidat au poste de conseiller général du canton de Cervione.
- Jean-Jacques Bonerandi, petit-fils de Jean-Jacques Ottomani, ancien chef de service de dermatologie à Marseille et professeur à la faculté de médecine.